# Silke Sommer
Silke Sommer (* 24. August in Dortmund) ist eine deutsche Kostümbildnerin, die seit den 1990er Jahren sowohl Kino- und Fernsehfilme als auch Theater- und Kunstprojekte ausstattet.

## Leben
Silke Sommer wuchs in Dortmund auf. Ihre Eltern waren Geschäftsinhaber von Kostümwerkstätten, die seit 1864 in Familientradition geführt wurden, und internationale Ausstattungen für Oper und Film kreierten. Sie absolvierte Ausbildungen als Schneiderin und Hutmacherin und volontierte in der Kostümdirektion der Deutschen Oper Berlin. Später absolvierte sie ihr Diplom an der Universität der Künste Berlin. Unter anderem arbeitete sie mit Roland Suso Richter, Marc Rothemund, Omer Fast, Maleonn und Maurice Bejart. Mit dem Regisseur Stefan Krohmer verbindet sie eine langjährige Zusammenarbeit. Sie drehte bisher in China, Russland, Iran, Italien, Spanien, Frankreich, Österreich, Niederlande, Belgien und der Schweiz.
Der Film Rico, Oskar und die Tieferschatten, bei dem sie für das Kostümbild verantwortlich war, gewann den Deutschen Filmpreis 2015 in der Kategorie Bester Kinderfilm. Den Deutschen Fernsehpreis für Kostümbild hatte sie zuerst 1999 mit dem Film Die Bubi-Scholz-Story erhalten. Weitere Filme, in denen sie für das Kostümbild verantwortlich war, wurden mit dem Bernd Burgemeister Fernsehpreis (Riskante Patienten, 2012), dem Goldenen Spatz 2011, dem Adolf-Grimme-Preis mit Gold 2002 und 2004 sowie dem Max-Ophüls-Preis 2003 ausgezeichnet.
2015 wurde Silke Sommer in die Wettbewerbsjury der Sehsüchte berufen, dem Internationalen Studentenfilmfestival an der Hochschule für Film und Fernsehen „Konrad Wolf“ in Potsdam-Babelsberg.

## Filmografie
- 2017	Meine fremde Freundin
- 2017	Hanni und Nanni – Mädchengang
- 2016	Naomis Reise
- 2016	Professor Wall geht ins Bordell
- 2014/2015	Rico, Oskar und das Herzgebreche
- 2014/2015	Mädchen im Eis
- 2014/2015	Zeit der Reife
- 2014	 Die Zeit mit Euch
- 2013/2014	Rico, Oskar und die Tieferschatten
- 2013/2014	Da muss Mann durch
- 2012	Verratene Freunde
- 2012: Mann tut was Mann kann
- 2012: Riskante Patienten (Fernsehfilm)
- 2011–2013	Heute bin ich blond
- 2011: Blutzbrüdaz
- 2010–2012	Zimmer 205
- 2010: Groupies bleiben nicht zum Frühstück
- 2006/2007	Das gefrorene Meer
- 2005/2006	Unter anderen Umständen
- 2005/2006	Sommer '04 an der Schlei
- 2005: Die Leibwächterin
- 2004/2005	Antikörper
- 2003/2004	Scheidungsopfer Mann
- 2003	Die Schönste aus Bitterfeld
- 2002/2003	Familienkreise
- 2002/2003	Sie haben Knut
- 2002/2003	Madrid
- 2001–2003	Mein erstes Wunder
- 2000/2001	Ende der Saison
- 1999/2000	Eine Hand voll Gras
- 1998/1999	Nichts als die Wahrheit
- 1997/1998	Die Bubi-Scholz-Story
- 1997–1999	Sara Amerika
- 1997: 14 Tage lebenslänglich
- 1995: Risiko Null – Der Tod steht auf dem Speiseplan (Fernsehfilm)